# Cardigan welsh corgi
A Cardigan welsh corgi („törpe kutya”) a Walesből származó két különálló Corgis fajta egyike, a másik a pembroke wels corgi. Ez a létező egyik legrégebbi juhászkutya fajta, rendkívül hűséges, nagyon éber, kíváncsi és alkalmazkodó, sokféle környezetben élhet.

## Kinézete

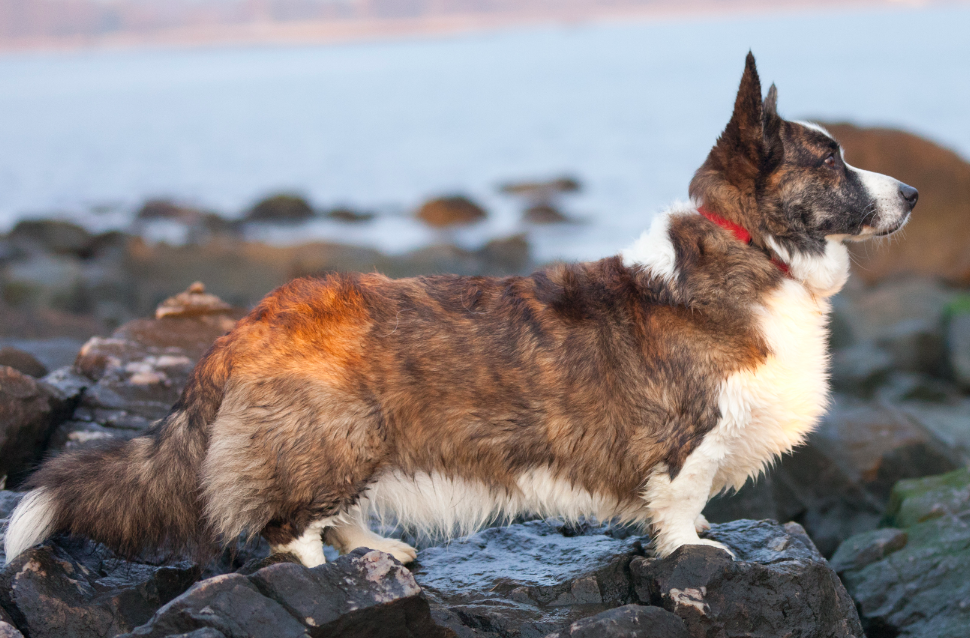
Foltos welsh corgi

Kis termetű, hosszú törzsű, rövid lábú, izmos eb. Feje elhegyesedő. Szeme sötétbarna; a kékes árnyalatú szőrzetnél a szürkés színű szemet elfogadják. Füle hegyes, feláll. Háta feszes, ágyéka széles, fara izmos. Mellkasa mély, hasa kissé felhúzott. Végtagjai rövidek, párhuzamos állásúak, erőteljes csontúak. Farka közepesen hosszú. Szőrzete rövid, esetleg kissé hosszú, kemény szálú. A fehér kivételével minden kutyaszínben tenyésztik, leggyakoribb a vörös különböző árnyalata, fehér jegyekkel. Testtömege 9-12 kg, magassága 30 cm.

## Tulajdonságai
Tanulékony, értelmes, élénk, eléggé önálló, olykor makacs, gazdájához ragaszkodó, idegenekkel szemben bizalmatlan.

## Alkalmazása
Pásztorkutya, de kedvtelésből is tartják.

## Egyéb
Alomszáma 4-10 kölyök. Várható élettartama 12-15.